# Новиков, Иван Захарович
Иван Захарович Новиков (7 февраля 1925 — 7 января 1950, аэродром Кольцово, Свердловск, СССР) — советский теннисист и хоккеист (нападающий).

## Биография
С десяти лет участвовал в теннисных соревнованиях. Чемпион ВЦСПС в парном разряде 1944, 1945 (партнёр Зденек Зикмунд). Чемпион Москвы в парном разряде 1949 (партнёр Михаил Корчагин). Абсолютный чемпион Вооруженных сил СССР (1949). Седьмое место в классификации сильнейших теннисистов СССР 1949 года.
Один из лучших советских хоккеистов послевоенного времени. В первом чемпионате СССР его команда, московский «Спартак», набрала одинаковое количество очков с ЦДКА и «Динамо». Но по худшей разнице заброшенных и пропущенных шайб довольствовалась лишь третьим местом. В следующем сезоне «Спартак» — вице-чемпион страны. Звено Иван Новиков — Зденек Зикмунд — Юрий Тарасов в 18 турах чемпионата отличилось у воротах соперников 70 раз. Новиков стал вторым снайпером лиги (32 заброшенные шайбы), а лучший результат показал Всеволод Бобров (52 гола).
Был в составе сборной Москвы, которая зимой 1948 года проводила серию матчей с сильнейшей европейской клубной командой того времени, пражским ЛТЦ. Принимал участие в трёх матчах. В 1948 году вместе с партнерами по звену переходит в клуб ВВС (Москва). Его команда занимает второе место в чемпионате, а Новиков — третий бомбардир турнира (23 гола). Всего в чемпионатах СССР провёл около 50 матчей, 73 заброшенные шайбы.
Погиб 7 января 1950 года во время неудачной посадки самолета на аэродроме Кольцово под Свердловском. Всего в этой авиакатастрофе погибли шесть членов экипажа, врач, массажист и 11 игроков команды ВВС.

## Статистика
Статистика выступлений в чемпионате СССР:
| Сезон                    | Команда                  | Матчи | Голы |
| ------------------------ | ------------------------ | ----- | ---- |
| 1946/47                  | «Спартак» (Москва)       | ?     | 9    |
| 1947/48                  | «Спартак» (Москва)       | ?     | 32   |
| 1948/49                  | ВВС (Москва)             | ?     | 23   |
| 1949/50                  | ВВС (Москва)             | ?     | 9    |
| Всего в чемпионатах СССР | Всего в чемпионатах СССР | 50    | 73   |